# Agenzia Informazioni e Sicurezza Interna

AISI-Wappen

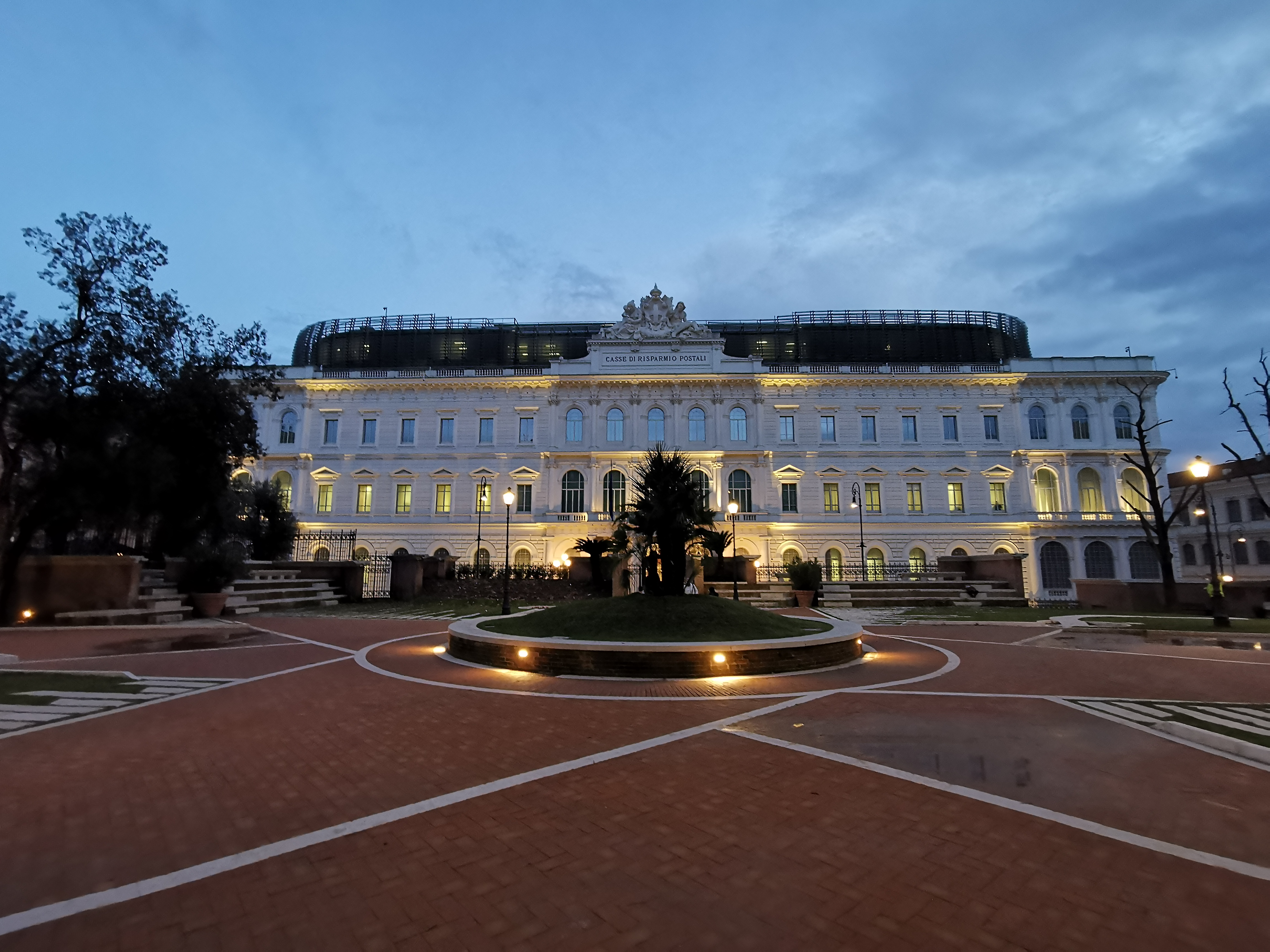
Sitz der italienischen Geheimdienste in Rom

Die Agenzia Informazioni e Sicurezza Interna (AISI; deutsch „Amt für Informationen und innere Sicherheit“) ist seit 2007 der Inlandsnachrichtendienst Italiens. Durch ein Gesetz über die Reform der italienischen Nachrichtendienste vom 3. August 2007 übernahm die neue Agentur fast alle Aufgaben des Vorgängers SISDE.

## Aufgaben und Organisation
Die AISI untersteht wie der Auslandsdienst Agenzia Informazioni e Sicurezza Esterna dem italienischen Ministerpräsidenten bzw. einem von ihm beauftragten Minister ohne Portefeuille oder Staatssekretär. Zur Koordinierung der Nachrichtendienste besteht beim Amt des Ministerpräsidenten die Dienststelle Dipartimento delle Informazioni per la Sicurezza (DIS).
Im Gegensatz zu seinem Vorgängerdienst SISDE und des militärischen Dienstes SISMI, die nicht nach dem Territorial-, sondern nach dem Funktionsprinzip organisiert waren, ist die AISI ausschließlich für das Inland zuständig. Vom militärischen SISMI hat sie im Inland die Spionageabwehr übernommen. Will sie beispielsweise bei der Aufklärung der organisierten Kriminalität wiederum im Ausland tätig werden, kann sie das nur in Zusammenarbeit mit dem Auslandsdienst AISE und unter der Kontrolle des DIS tun.
Die AISI untersteht dem Ministerpräsidenten, berichtet jedoch auch dem Innenministerium. Diesem untersteht zur Bekämpfung der Organisierten Kriminalität auch die Direzione Investigativa Antimafia, welche jedoch kein Nachrichtendienst, sondern eine Polizeiorganisation ist. Gleiches gilt für den polizeilichen Staatsschutz DIGOS. Während das Innenministerium direkt mit relevanten Informationen versorgt wird, müssen alle anderen Behörden ihre Anfragen zunächst an das DIS richten.
Unter dem Vorsitz des Ministerpräsidenten legt der Kabinettsausschuss Comitato Interministeriale per la Sicurezza della Repubblica (CISR) unter anderem die allgemeinen Auftragsprofile für die Dienste fest.

## Einrichtungen
In Rom stehen der Leitung der AISI Räumlichkeiten beim Dienstsitz des DIS an der Piazza Dante im Stadtteil Esquilino (⊙), in der Zignani-Kaserne an der Piazza Zama (Appio-Latino) und an der Via Giovanni Lanza (Monti) zur Verfügung. Darüber hinaus unterhält die AISI Außenstellen in ganz Italien.

## Leiter
- Franco Gabrielli (2007–2008)
- Giorgio Piccirillo (2008–2012)
- Arturo Esposito (2012–2016)
- Mario Parente (2016–2024)
- Bruno Valensise (seit 2024)